# Albert-Alexandre Carette
 (mars 2024).
Pour les articles homonymes, voir Carette.
Albert-Alexandre Carette, né le 23 avril 1841 à Abbeville et mort le 9 janvier 1908 à Montreuil (Pas-de-Calais), est un homme politique français.

## Biographie
Maire d'Abbeville de 1878 à 1881, il fut élu, le 26 février 1882, député de la 1re circonscription d'Abbeville, par 10 201 voix (11 684 votants et 18 983 inscrits). Il remplaçait Henri Labitte, démissionnaire. Albert Carette s'inscrivit à l'Union républicaine, et vota avec la gauche opportuniste : pour l'expédition du Tonkin, pour le maintien de l'ambassadeur près du pape, pour le maintien du budget des cultes et contre l'élection du Sénat par le suffrage universel. Porté le 4 octobre 1885, sur une liste de « concentration républicaine », Carette échoua avec 56 852 voix, contre 67 109 voix obtenues par le dernier élu de la liste conservatrice, Deberly. Depuis, Carette a fait un moment acte d'adhésion au boulangisme, sans persévérer dans cette voie.

## Publications
- I. De quelques effets du mariage. II. De la séparation de corps. III. De la puissance paternelle, 1864.
- L'esprit public en province, 1871.
- La République et le régime parlementaire, 1887.

## Sources
- « Albert-Alexandre Carette », dans Adolphe Robert et Gaston Cougny, Dictionnaire des parlementaires français, Edgar Bourloton, 1889-1891 [détail de l’édition]
- « Albert-Alexandre Carette », dans le Dictionnaire des parlementaires français (1889-1940), sous la direction de Jean Jolly, PUF, 1960 [détail de l’édition]